# موسم فريق البحرين ميريدا للدراجات الهوائية 2017
موسم فريق البحرين ميريدا للدراجات الهوائية 2017 كان الموسم الأول لفريق البحرين ميريدا للدراجات الهوائية الذي تأسس في عام 2016. تم دعوة الفريق تلقائيا والتزم بإرسال الفريق لكل مسابقة في طواف العالم للدراجات 2017 و بدأ موسمهم في يناير مع جولة داون أندر 2017.

## قائمة الفريق
آخر تحديث 1 يناير 2017.
|                               | الدراج                        | تاريخ الولادة             |
| ----------------------------- | ----------------------------- | ------------------------- |
| فاليريو أجنولي (إيطاليا)      | فاليريو أجنولي (إيطاليا)      | 6 يناير 1985 (العمر 31)   |
| يوكيا أراشيرو (اليابان)       | يوكيا أراشيرو (اليابان)       | 22 سبتمبر 1984 (العمر 32) |
| مانويل بوارو (إيطاليا)        | مانويل بوارو (إيطاليا)        | 12 مارس 1987 (العمر 29)   |
| قريقا بولي (سلوفينيا)         | قريقا بولي (سلوفينيا)         | 13 أغسطس 1985 (العمر 31)  |
| نيكولو بونيفازيو (إيطاليا)    | نيكولو بونيفازيو (إيطاليا)    | 9 أكتوبر 1993 (العمر 23)  |
| بوروت بوزيتش (سلوفينيا)       | بوروت بوزيتش (سلوفينيا)       | 8 أغسطس 1980 (العمر 36)   |
| يانيز برايكوفيتش (سلوفينيا)   | يانيز برايكوفيتش (سلوفينيا)   | 18 ديسمبر 1983 (العمر 33) |
| اوندريج سينك (جمهورية التشيك) | اوندريج سينك (جمهورية التشيك) | 7 ديسمبر 1990 (العمر 26)  |
| سوني كولبريلي (إيطاليا)       | سوني كولبريلي (إيطاليا)       | 17 مايو 1990 (العمر 26)   |
| فنغ تشون كاي (تايوان)         | فنغ تشون كاي (تايوان)         | 2 نوفمبر 1988 (العمر 28)  |
| إيفان غارسيا (إسبانيا)        | إيفان غارسيا (إسبانيا)        | 20 نوفمبر 1995 (العمر 21) |
| إنريكو جاسباروتو (إيطاليا)    | إنريكو جاسباروتو (إيطاليا)    | 22 مارس 1982 (العمر 34)   |
| تسغابو غرماي (إثيوبيا)        | تسغابو غرماي (إثيوبيا)        | 25 أغسطس 1991 (العمر 25)  |
| هاينريش هوسلر (أستراليا)      | هاينريش هوسلر (أستراليا)      | 25 فبراير 1984 (العمر 32) |

|                                     | الدراج                              | تاريخ الولادة             |
| ----------------------------------- | ----------------------------------- | ------------------------- |
| جون أندر إنساوستي (إسبانيا)         | جون أندر إنساوستي (إسبانيا)         | 13 ديسمبر 1982 (العمر 34) |
| جون ازقيراي (إسبانيا)               | جون ازقيراي (إسبانيا)               | 4 فبراير 1989 (العمر 27)  |
| خافيير مورينو (إسبانيا)             | خافيير مورينو (إسبانيا)             | 18 يوليو 1984 (العمر 32)  |
| راموناس نافاردوساكاس (ليتوانيا)     | راموناس نافاردوساكاس (ليتوانيا)     | 30 يناير 1988 (العمر 28)  |
| أنطونيو نيبالي (إيطاليا)            | أنطونيو نيبالي (إيطاليا)            | 23 سبتمبر 1992 (العمر 24) |
| فينتشينزو نيبالي (إيطاليا)          | فينتشينزو نيبالي (إيطاليا)          | 14 نوفمبر 1984 (العمر 32) |
| دومين نوفاك (سلوفينيا)              | دومين نوفاك (سلوفينيا)              | 12 يوليو 1995 (العمر 21)  |
| فرانكو بليزوتي (إيطاليا)            | فرانكو بليزوتي (إيطاليا)            | 15 يناير 1978 (العمر 38)  |
| ديفيد بير (سلوفينيا)                | ديفيد بير (سلوفينيا)                | 13 فبراير 1995 (العمر 21) |
| لوكا بيبرنيك (سلوفينيا)             | لوكا بيبرنيك (سلوفينيا)             | 23 أكتوبر 1993 (العمر 23) |
| كانستانتسين سيفتسوف (روسيا البيضاء) | كانستانتسين سيفتسوف (روسيا البيضاء) | 9 أغسطس 1982 (العمر 34)   |
| جيوفاني فيسكونتي (إيطاليا)          | جيوفاني فيسكونتي (إيطاليا)          | 13 يناير 1983 (العمر 33)  |
| وانغ ميين (الصين)                   | وانغ ميين (الصين)                   | 26 ديسمبر 1988 (العمر 28) |

| الدراج           | فريق 2016          |
| ---------------- | ------------------ |
| فاليريو أجنولي   | أستانا             |
| يوكيا أراشيرو    | الإمارات           |
| مانويل بوارو     | تينكوف             |
| قريقا بولي       | الإمارات           |
| نيكولو بونيفازيو | تريك سيغافريدو     |
| بوروت بوزيتش     | كوفيديس            |
| يانيز برايكوفيتش | يونايتد هيلث كير   |
| اوندريج سينك     | محترف جديد         |
| سوني كولبريلي    | باردياني           |
| فنغ تشون كاي     | الإمارات           |
| إيفان غارسيا     | كلين كونستانتيا    |
| إنريكو جاسباروتو | وانتي مجموعة غوبرت |
| تسغابو غرماي     | الإمارات           |
| هاينريش هوسلر    | الإمارات           |

| الدراج               | فريق 2016                    |
| -------------------- | ---------------------------- |
| جون أندر إنساوستي    | يوسكاتي مقاطعة الباسك مورياس |
| جون ازقيراي          | موفيستار                     |
| خافيير مورينو        | موفيستار                     |
| راموناس نافاردوساكاس | كانونديل دراباتش             |
| أنطونيو نيبالي       | نيبو فيني فانتيني            |
| فينتشينزو نيبالي     | أستانا                       |
| دومين نوفاك          | أدريا موبايل                 |
| فرانكو بليزوتي       | أندروني غيوكاتولي سايدرمك    |
| ديفيد بير            | أدريا موبايل                 |
| لوكا بيبرنيك         | الإمارات                     |
| كانستانتسين سيفتسوف  | دايمنشن داتا                 |
| جيوفاني فيسكونتي     | موفيستار                     |
| وانغ ميين            | ويزدوم هينغتشيانغ            |

## انتصارات الموسم
| التاريخ  | السباق                         | البطولة     | الدراج                          | البلد     | الموقع   |
| -------- | ------------------------------ | ----------- | ------------------------------- | --------- | -------- |
| 25 يناير | فيلتا سان خوان، المرحلة 3      | طواف أمريكا | راموناس نافاردوساكاس (ليتوانيا) | الأرجنتين | سان خوان |
| 29 يناير | فيلتا سان خوان، تصنيف الفرق    | طواف أمريكا | [ N 1 ]                         | الأرجنتين |          |
| 6 مارس   | باريس-نايس, المرحلة 2          | طواف العالم | سوني كولبريلي (إيطاليا)         | فرنسا     | أميللي   |
| 8 أبريل  | طواف إقليم الباسك, تصنيف الفرق | طواف العالم | [ N 2 ]                         | إسبانيا   |          |
| 12 أبريل | برابانتس بيجل                  | طواف أوروبا | سوني كولبريلي (إيطاليا)         | بلجيكا    | أوفرييسه |
| 23 أبريل | طواف كرواتيا، الشامل           | طواف أوروبا | فينتشينزو نيبالي (إيطاليا)      | كرواتيا   |          |
| 23 مايو  | طواف إيطاليا, المرحلة 16       | طواف العالم | فينتشينزو نيبالي (إيطاليا)      | إيطاليا   | بورميو   |
| 28 مايو  | طواف اليابان، المرحلة 8        | طواف آسيا   | جون أندر إنساوستي (إسبانيا)     | اليابان   | طوكيو    |
| 28 مايو  | طواف اليابان، تصنيف الشباب     | طواف آسيا   | دومين نوفاك (سلوفينيا)          | اليابان   | طوكيو    |

## الأبطال على مستوى الوطن والقارة والعالم 2017
| التاريخ  | الانضباط                             | القميص | الدراج                 | البلد   | الموقع |
| -------- | ------------------------------------ | ------ | ---------------------- | ------- | ------ |
| 23 يونيو | البطل الوطني الإثيوبي للوقت التجريبي |        | تسغابو غرماي (إثيوبيا) | إثيوبيا |        |

## الهوامش
1. ↑  The riders on the squad were فينتشينزو نيبالي، فاليريو أجنولي، مانويل بوارو، راموناس نافاردوساكاس، فرانكو بليزوتي and كانستانتسين سيفتسوف
2. ↑  The riders on the squad were جون ازقيراي، يوكيا أراشيرو، قريقا بولي، اوندريج سينك، تسغابو غرماي، أنطونيو نيبالي، يانيز برايكوفيتش and جيوفاني فيسكونتي (دراج)

## وصلات خارجية
- Bahrain_Merida_Pro_Cycling_Team_2017 على موقع ProCyclingStats  -  (برو  سايكلنج  ستاتس) - إحصاءات  محترفي  الدراجات.